# هادي بوراوي
هادي بوراوي شاعر وكاتب وجامعي تونسي كندي، ولد بصفاقس في 16 جويلية 1932.
تلقى بوراوي تعليمه في فرنسا والولايات المتحدة في الأدب الفرنسي والإنجليزي والأمريكي. في عام 1966، انضم إلى هيئة التدريس في جامعة يورك في تورنتو، أونتاريو، حيث يقوم بتدريس الأدب الفرنسي والإنجليزي، وتخصص في الآداب الأفريقية والكاريبية والفرنسية الأنطارية. كما أطلق المركز الكندي المتوسطي (CMC) في الجامعة.
في مايو 2003، حصل على درجة الدكتوراه الفخرية من جامعة لورانس في غريتر سودبوري، أونتاريو، تقديراً لإسهاماته في الأدب الكندي والعالمي. كما حصل على عدد من الجوائز الأدبية في كندا وفرنسا وتونس.
في عام 2018، تم اختياره كعضو في وسام كندا.

## الأعمال المنشورة

### الروايات
- بانكوك بلوز، 1994(ردمك 1-895873-08-8)
- لا فرعون، 1998(ردمك 9973-757-04-1)
- العودة إلى ثينا، 1996 ISBN 9973-757-26-2
- لا كومبوزيه، 2001(ردمك 2-921463-28-8)
- بورتس صب أون برولانس، 2005 ISBN 978-1-897058-10-7
- بوليا à براس أوفرت، 2007(ردمك 978-2-9809692-4-9)
- كاب نورد، 2008(ردمك 978-1-897058-73-2)
- لو كونتور، 2012
- لا بلانتي، 2017

### شعر
- موسوكتيل، 1966
- تريمبليه، 1969
- وحدة الكسوف، 1972
- فيسوفياد، 1976(ردمك 2-243-00261-2)
- حكايات التراث الأول، 19818605360
- حكايات التراث الثاني، 198616049685
- صدى، 1986(ردمك 0-9691270-2-2) أو(ردمك 0-9691270-3-0)
- ريفليت بلوريل، 1986
- إمرجنت ليه برينش، 1986
- قوس أون تير، 1991 ISBN 1-895667-00-3
- قصائد, 1991
- إمغريسنس، 1992 ISBN 0-919925-83-9
- نوماديم، 1995(ردمك 0-921916-52-3)
- لانجي بيرفيرز، 1998
- صفاقستيود، 2005
- ليفر إيرانس، 2005
- وجوه في الجانب

### مقالات
- البديل الكندي، 1980(ردمك 0-920802-16-8)
- الاستراتيجية الحرجة 1983(ردمك 0-920802-60-5)
- الفرانكوفونية على ليستوماك، 1995(ردمك 2-87931-047-4)
- وجهات نظر حول الأدب الفرنسي، 2007

## الأوسمة والجوائز

### مرتبة الشرف
- 2019 : عضو في وسام كندا
- 2010 : المواطنة الفخرية لشركة أكوافيفا ديلي فونتي
- 2004 : وسام السعفات الأكاديمية ( فرنسا )
- 1993 : ميدالية المجلس الإقليمي لجوادلوب

### الجوائز
- 2005 : جائزة أفضل كتاب علمي، تمنحها رابطة الأساتذة الفرنسيين في الجامعات والكليات الكندية
- 2000 : جائزة إفريقيا المتوسطية / المغرب العربي
- 2000 : جائزة كريستين دوميتريو فان سانين
- 1999 : قمر دور
- 1999 : جائزة أونتاريو
- 1999 : جائزة جان دلبا
- 1998 : الجائزة الكبرى لـ صالون دو ليفر دي تورنتو
- 1996 : جائزة كومار الخاصة للجنة التحكيم
- 1995 : الجائزة الكبرى لمدينة صفاقس
- 1994 : جائزة فرنسا-كندا

### شهادات فخرية
- 2003 : جامعة لورنتيان
- 1993 : جامعة شولالونجكورن
- 1988 : الأكاديمية الأمريكية للفنون والعلوم

### وصلات خارجية
- (بالفرنسية) الموقع الرسمي لهادي بوراوي.